# Apanteles credne
Apanteles credne är en stekelart som beskrevs av Nixon 1973. Apanteles credne ingår i släktet Apanteles och familjen bracksteklar. Inga underarter finns listade i Catalogue of Life.